# Potworniak

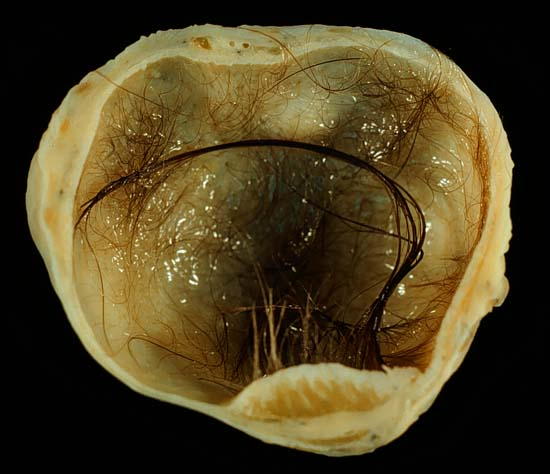
Przekrój przez dojrzałego potworniaka jajnika. Makroskopowo można stwierdzić obecność włosów, histologicznie w guzie stwierdzono jeszcze tkankę glejową i nerwową.

Potworniak (łac. teratoma, z gr. τέρας dop. τέρατoς /téras, tératos/ = potwór, dziwo, cud + gr. -oma – przyrostek oznaczający zmianę guzowatą) – nowotwór wywodzący się z pluripotencjalnych komórek germinalnych (wielopotencjalnych komórek zarodkowych), w którym dochodzi do ich rozrostu i różnicowania się w linie zawierające cechy wszystkich listków zarodkowych, a mianowicie ektodermy, endodermy i mezodermy. Czasami spotyka się w nich także utkanie „czwartego” listka zarodkowego, a mianowicie komórki trofoblastu (komórki łożyska). Guzy te nie mają jednorodnej budowy histologicznej, stanowią mieszaninę bezładnie przemieszanych, rozmaitych tkanek.

## Stopnie dojrzałości histologicznej

### Potworniaki dojrzałe
Zgodnie z zaleceniami klasyfikacji nowotworów potworniakiem dojrzałym (łac. teratoma maturum albo teratoma adultum) określany jest taki nowotwór, który zawiera utkanie dojrzałych (czyli w pełni zróżnicowanych) tkanek endodermalnych (nabłonki gruczołowe, np. ślinianek, utkanie gruczołów dokrewnych, nabłonek jelitowy, nabłonek urzęsiony oskrzeli), mezodermalnych (np. ogniska chrzęstne,  komórki mięśni gładkich, tkanki tłuszczowej) oraz ektodermalnych (utkanie naskórka, gleju). 
Najczęściej spotykaną odmianą potworniaka dojrzałego jest torbiel skórzasta (łac. cystis dermoidalis), która powstaje wyłącznie ze struktur ektodermalnych (głównie naskórka i jego przydatków). Torbiel skórzasta zawiera w pełni ukształtowane włosy, gruczoły łojowe wydzielające łój naskórkowy, gruczoły potowe, a niekiedy także zdeformowane zęby. Zalecenia klasyfikacyjne nakazują uznawać ją za odrębny typ guza, ale jest to de facto potworniak dojrzały z jednego listka zarodkowego.
Niektóre tkanki tworzące potworniaki dojrzałe mogą wytwarzać w nadmiarze hormony, prowadząc do zaburzeń hormonalnych. Są to najczęściej hormony tarczycy i serotonina. Potworniaka dojrzałego z utkaniem tkanki tarczycowej określa się mianem wola jajnikowego (łac. struma ovarii) i może być on przyczyną objawów nadczynności tarczycy.

### Potworniaki niedojrzałe
Potworniaki niedojrzałe (łac. teratoma immaturum) zawierają tkanki nie w pełni dojrzałe pod względem histologicznym ze wszystkich trzech listków zarodkowych. Ich obraz mikroskopowy może przypominać niedojrzałą neuroektodermę, niedojrzałe struktury nabłonkowe, raka zarodkowego, mięsaka. Częstą domieszką są także komórki trofoblastu. Komórki te mogą wydzielać w nadmiarze gonadotropinę kosmówkową, będącą markerem takich guzów i przyczyną dodatniej próby ciążowej.

### Rak i mięsak potworniakowy
W potworniaku może dojść do rozwoju raka potworniakowego (rzadziej mięsaka potworniakowego). Są to takie postacie nowotworów złośliwych, w których wtórnie dochodzi do odróżnicowania któregoś ze składników tkankowych guza.

## Lokalizacja guza
Potworniaki lokalizują się w linii pośrodkowej ciała i gonadach, tj. w obszarze, gdzie w życiu zarodkowym pierwotne komórki płciowe przemieszczają się wzdłuż krezki prajelita do gonad. Komórki te mogą się „zagubić” podczas tej wędrówki i stać się źródłem potworniaka. U kobiet w jajnikach najczęściej spotyka się potworniaki dojrzałe, zwłaszcza torbiel skórzastą, które mają przebieg niezłośliwy. Potworniaki niedojrzałe oraz raki potworniakowe o złośliwym charakterze spotyka się zwykle w jądrach u mężczyzn.

## Potworniaki wrodzone
Potworniakami wrodzonymi bywają nazywane guzy o budowie potworniaka dojrzałego, spotykane u płodów i noworodków, najczęściej w postaci narośli w okolicy krzyżowej. Różnią się one od tzw. fetus in fetu m.in. brakiem metameryzacji. Guzy takie (lub pasożytnicze płody bliźniacze) są nierzadko stwierdzane w okresie płodowym, stanowią jedną z częstszych przyczyn śmierci wewnątrzmacicznej (prawdopodobnie wskutek zaburzeń krążenia krwi u płodu) i mogą być powodem komplikacji podczas porodu.

## Częstość występowania
Potworniaki (zwłaszcza torbiel skórzasta) są często spotykanymi nowotworami, stanowiąc według statystyk 10–20% wszystkich guzów jajnika (z czego około 10% występuje obustronnie). Budzą one zainteresowanie genetyków i biologów molekularnych, będąc skrajnym przykładem zaburzeń dojrzewania i różnicowania tkanek. Mechanizmy tego zaburzenia nie są jeszcze w pełni wyjaśnione.

## Historia nazwy
Nazwa teratoma została wprowadzona przez niemieckiego patologa Rudolfa Virchowa w 1863 roku, w pierwszym wydaniu jego dzieła o nowotworach. Wcześniej, w 1831 roku, francuski lekarz weterynarii Leblanc wprowadził nazwę kyste dermoid dla zmiany, którą usunął z okolicy podstawy czaszki u konia, w której stwierdził elementy charakterystyczne dla skóry.